# Radiotherapeutisch laborant
De radiotherapeutisch laborant is werkzaam op de afdeling radiotherapie. De belangrijkste verantwoordelijkheid van deze professional is het behandelen van patiënten met kanker met ioniserende straling. De radiotherapeutisch laborant werkt nauw samen met andere professionals op de afdeling radiotherapie zoals de radiotherapeut en de klinisch fysicus. Het is een gezamenlijke verantwoordelijkheid om een goed bestralingsplan op te stellen.

## Begeleiding van patiënten
Het vak van radiotherapeutisch laborant is enerzijds high tech, anderzijds ook in een hoge mate sociaal van karakter. Naast informatieverstrekking aan patiënten en begeleiders over de behandeling, adviseer en begeleid je patiënten tijdens de behandelperiode. Er zijn heel wat  medisch-technische aspecten in het vak van radiotherapeutisch laborant, tegelijkertijd is er veel aandacht voor psychosociale begeleiding van kankerpatiënten.

## Vooropleiding en opleiding
Om radiotherapeutisch laborant te worden heb je als vooropleiding een afgeronde middelbareschoolopleiding (havo of vergelijkbaar niveau), mbo, of misschien een (para)medische achtergrond nodig. De opleiding MBRT (Medisch Beeldvormende & Radiotherapeutische Technieken) is de noodzakelijke opleiding. De leerling moet voldoen aan de toelatingseisen die de school stelt. Een toets waarbij getest wordt of er voldoende technische kennis aanwezig is, kan als onderdeel van de toelatingsprocedure gevraagd worden.
Een van de studiemogelijkheden is de Duale variant. De leerling radiotherapeutisch laborant is dan in dienst van een ziekenhuis met een afdeling radiotherapie en volgt de duale variant van de opleiding hbo-MBRT aan een van de Hogescholen. Deze opleiding duurt normaliter vier jaar. Gedurende deze vier jaar werkt de student gemiddeld drie weken per maand op de afdeling, de vierde week brengt hij/zij door op de opleiding.
Er is ook een dagopleiding hbo-MBRT. Je wordt dan niet aangenomen met een leer-werkovereenkomst, maar je loopt kortere perioden stage in verschillende instituten.
Bij het succesvol afronden van de opleiding ontvang je het diploma HBO-MBRT. Met dit diploma kan je ook gaan werken als radiodiagnostisch laborant of medisch nucleair werker.

### Opleidingsinstituten
- Erasmus MC (Rotterdam)
- Instituut Verbeeten (Tilburg)
- LUmc (Leiden)
- UMCG (Groningen)
- UMCU (Utrecht)
- VU Medisch Centrum (Amsterdam)